# Seleção Liberiana de Futebol
A Seleção Liberiana de Futebol, também conhecida como "The African Eagles" (As Águias Africanas), é o time nacional que representa a Libéria nas competições internacionais e é controlada pela Associação Liberiana de Futebol. Ela é filiada à FIFA, CAF e à WAFU.
Apesar do país ter gerado George Weah, ganhador do prêmio de melhor jogador da FIFA de 1995, a seleção Liberiana jamais conseguiu chegar a Copa do Mundo. Weah foi o patrono da seleção nacional; sendo jogador e técnico do time e patrocinando a seleção com seu próprio dinheiro.
A Libéria conseguiu se classificar duas vezes para o Campeonato Africano das Nações, em 1996 e 2002, e em ambas jamais passou da primeira fase. Chegou muito perto de se classificar para a Copa do Mundo de 2002, mas perdeu a vaga para a Nigéria na última rodada das eliminatórias, por um ponto.

## Títulos
Copa da África Ocidental :
- Vice-campeã: 1987

Copa CEDEAO :
- Vice-campeã: 1987

## Desempenho em Competições

### Copa do Mundo
- 1930 a 1962 – Não entrou
- 1966 – Desistiu
- 1970 a 1978 – Não entrou
- 1982 a 1990 – Não se classificou
- 1994 – Desistiu durante a fase classificatória
- 1998 a 2018 – Não se classificou

### Campeonato Africano das Nações
- 1957 a 1965 – Não entrou
- 1968 – Não se classificou
- 1970 a 1974 – Não entrou
- 1976 – Não se classificou
- 1978 a 1980 – Não entrou
- 1982 – Não se classificou
- 1984 – Desistiu
- 1986 a 1990 – Não se classificou
- 1992 – Desistiu
- 1994 – Não se classificou
- 1996 – Desclassificado na fase de grupos
- 1998 a 2000 – Não se classificou
- 2002 – Desclassificado na fase de grupos
- 2004 a 2012 – Não se classificou
- 2013 – Não se classificou

## Lista de Técnicos
| Data       | Data       | Nome                                 |
| ---------- | ---------- | ------------------------------------ |
| 13/02/2013 | Atualmente | Richard Edwards                      |
| 08/05/2012 | 29/12/2012 | Kaetu Smith                          |
| 18/02/2012 | 08/05/2012 | Thomas Kojo (interino)               |
| 14/03/2011 | 18/02/2012 | Roberto Landi                        |
| 08/06/2010 | 14/03/2011 | Bertalan Bicskei                     |
| 27/02/2008 | 02/03/2009 | Antoine Hey                          |
| 12/07/2006 | 26/02/2008 | Joe Nagbe                            |
| 10/02/2006 | 11/07/2006 | Shawky Hussein Mahmoud Shehab El Din |
| 05/11/2004 | 09/02/2006 | Joseph Sayon                         |
| 08/08/2002 | 04/11/2004 | Kadalah Kromah                       |
| 14/07/2000 | 07/08/2002 | George Weah & Dominic George Vava    |